# Frank Fischöder
Frank Fischöder (* 1. September 1971 in Dortmund) ist ein deutscher Eishockeytrainer und -funktionär, der seine größten Erfolge im Nachwuchsbereich gefeiert hat. Seit Mai 2024 ist er Sportlicher Leiter der Young Roosters, der Nachwuchsabteilung der Iserlohn Roosters. Im Profibereich trainierte er von 2020 bis 2021 die Nürnberg Ice Tigers aus der Deutschen Eishockey Liga (DEL). Als Spieler war er in den 1990er Jahren überwiegend in der zweit- und dritthöchsten deutschen Spielklasse aktiv.

## Karriere

### Als Spieler
Frank Fischöder durchlief die Nachwuchsmannschaften des ECD Iserlohn und später des ECD Sauerland, ehe er in der Saison 1990/91 erstmals in der Zweitliga-Mannschaft des ECD eingesetzt worden ist. Anschließend setzte er seine Karriere in der Oberliga fort, wo der Stürmer für den EHC Unna, 1. Hennefer EC Bonn, die Herforder EG und den ERC Westfalen Dortmund auflief.
In der Saison 1993/94 leistete Fischöder mit 53 Scorerpunkten in 55 Spielen einen entscheidenden Beitrag, dass sich Dortmund für die neu geschaffene 1. Liga qualifizierte, die höchste Spielklasse unterhalb der Deutschen Eishockey Liga (DEL). In der Liga spielte er zwei weitere Jahre für Dortmund, anschließend jeweils eine Spielzeit für den EC Devils Königsborn, der als Nachfolgeverein des EHC Unna gegründet worden war, sowie den Herner EV.
Den Hernern blieb Fischöder auch nach dem Rückzug 1998 in die damals fünftklassige Regionalliga erhalten. Nach dem Wiederaufstieg in die Oberliga spielte er dort eine weitere Saison, bevor er im Jahr 2000 seine Spielerkarriere beendete.

### Als Trainer
Nach dem Ende seiner Spielerkarriere trainierte Fischöder in der Saison 2000/01 die U16-Mannschaft der Moskitos Essen, ehe er in die Organisation der Jungadler Mannheim wechselte. In der Nachwuchsabteilung des DEL-Clubs war er fast 20 Jahre lang tätig. Im Jahr 2013 wurde er Sportlicher Leiter des Eishockey-Leistungszentrums in Mannheim und Cheftrainer der Juniorenmannschaften, die in der Deutschen Nachwuchsliga (DNL) antraten und mit denen er von 2014 bis 2019 sechsmal in Folge Deutscher Meister wurde. In seiner Zeit bei den Jungadlern betreute er unter anderem die späteren NHL-Spieler Leon Draisaitl, Moritz Seider und Tim Stützle. Neben der Arbeit auf Vereinsebene unterstützte er die Nachwuchsarbeit beim Deutschen Eishockey-Bund (DEB) von 2016 bis 2020 als Co-Trainer der U18-Nationalmannschaft unter anderem bei drei Weltmeisterschaften.
Im Sommer 2020 wechselte Fischöder in den Profibereich. Er unterschrieb einen Dreijahresvertrag als Cheftrainer der Nürnberg Ice Tigers aus der DEL. Nach einem schwachen Start in die von der COVID-19-Pandemie geprägten Spielzeit 2020/21 konnte sich die Mannschaft im Laufe der Saison stabilisieren, landete am Ende aber dennoch auf dem letzten Tabellenplatz der Süd-Gruppe. Nachdem die Ice Tigers mit nur einem Sieg aus sechs Spielen in die Saison 2021/22 gestartet waren, wurde Fischöder im September 2021 beurlaubt. Zur Saison 2023/24 übernahm er den Cheftrainer-Posten bei den Icefighters Leipzig aus der Oberliga. Nachdem die Mannschaft in den Pre-Playoffs ausgeschieden war, wurde Fischöder in Leipzig entlassen.
Anschließend kehrte der gebürtige Dortmunder in den Nachwuchsbereich zurück und wurde Sportlicher Leiter der Young Roosters. In Iserlohn, wo einst seine Spielerkarriere begonnen hatte, unterzeichnete er einen Vertrag für zwei Jahre mit Option auf ein weiteres Jahr. Nach der Entlassung des Associate Coach Pierre Beaulieu war er in der Saison 2024/25 interimsweise auch als Co-Trainer der Profimannschaft in der DEL tätig.

## Karrierestatistik
(Legende zur Spielerstatistik: Sp oder GP = absolvierte Spiele; T oder G = erzielte Tore; V oder A = erzielte Assists; Pkt oder Pts = erzielte Scorerpunkte; SM oder PIM = erhaltene Strafminuten; +/− = Plus/Minus-Bilanz; PP = erzielte Überzahltore; SH = erzielte Unterzahltore; GW = erzielte Siegtore; 1 Play-downs/Relegation; Kursiv: Statistik nicht vollständig)